# فورانوکومارین
فورانوکومارین‌ها (انگلیسی: Furanocoumarins) یا فوروکومارین‌ها گروهی از ترکیبات آلی شیمیایی هستند که توسط برخی گیاهان تولید می‌شوند.
بیوسنتز این مواد از طریق مسیرهای ساخت فنیل‌پروپانوئید و مِـوالونات صورت می‌گیرد که از ترکیب دی‌متیل‌آلیل پیروفسفات و یومبلیفرون حاصل می‌شوند.

## ساختمان شیمیایی
ساختار شیمیایی فورانوکومارین‌ها متشکل از یک حلقهٔ فوران متصل به کومارین است. نحوهٔ این اتصال ممکن است متفاوت باشد و به همین دلیل، ایزومرهای مختلفی از آن‌ها وجود دارد. دو ماده‌ای که در بیشتر این ایزومرها مشترک است و هستهٔ اصلی آن‌ها را تشکیل می‌دهند، پسورالن و آنجلیسین نام دارند. مشتقات این دو هستهٔ اصلی را به‌ترتیب فوماروکومارین‌های خطی و فوماروکارین‌های زاویه‌دار می‌نامند.

## اثرات

### سمیت مستقیم
بسیاری از فورانوکومارین‌ها سمی هستند و در واقع موادی هستند که گیاهان برای محافظت خودشان در برابر حشرات و پستانداران ترشح می‌کنند. این مواد شیمیایی گیاهی مسئول به وجود آمدنِ فیتوفتودرماتیت (درماتیت‌های ناشی از گیاهان حساس‌کننده به نور) در برخی گیاهان وحشی نظیر شقاقل و «گل‌پر غول‌آسا» می‌گردد.

### تداخلات دارویی
فورانوکومارین‌ها چندین خاصیت بیولوژیکی دیگر هم دارند. به عنوان مثال، در انسان، برگاموتین و ۶'،۷'-دی‌هیدروکسی‌برگاموتین موجب بروز «اثرات آب گریپ‌فروت» هستند که طی آن، فوماروکومارین‌های مذکور بر روی برخی آنزیم‌های روده و سیستم سیتوکروم پی ۴۵۰ کبد (از جمله مهار CYP3A4) موجب افزایش یا کاهش سطح خونی برخی داروها می‌گردند.